# Губарєв Павло Юрійович
Павло Юрійович Губарєв (нар. 10 березня 1983, Сєвєродонецьк, Ворошиловградська область, Українська РСР) — український колабораціоніст з Росією, проросійський сепаратист, підприємець, політичний та громадський діяч терористичного угруповання «ДНР». Учасник проросійських виступів в Україні 2014 року. Один із ватажків терористичного угруповання «Новоросія», терорист.
В юності був членом неофашистської організації «Російська національна єдність». У березні 2014 року, із початком російської агресії проти України, був проголошений на мітингу «народним губернатором» Донеччини, агітував за приєднання Донецької області до Росії. Був затриманий СБУ, згодом обміняний.
Глава терористичної організації «Народне ополчення Донбасу», очолює рух «Новоросія».

## Життєпис
Народився 10 березня 1983 року у Сєвєродонецьку.

### Освіта
Має три вищі освіти:
- 2005 — закінчив історичний факультет Донецького національного університету.
- 2007 — закінчив факультет менеджменту Донецького національного технічного університету.
- 2009 — закінчив факультет соціально-економічного управління Харківського інституту Національної академії державного управління[4].

### Підприємницька діяльність
З 2007 року був власником рекламної агенції «Patison» з офісами у Донецьку і Києві; серед клієнтів підприємства значаться зокрема ФК «Шахтар», Укртелеком, Фуршет, ProCredit Bank тощо.
У листопаді 2012 року був директором фірми з організації свят, зокрема надання послуг діда Мороза. У рекламному ролику Губарєв зазначає, що він сам також виконує роль аніматора на дитячих святах.

### Політична діяльність

Країни, де Губарєв під санкціями

У юності був членом російського праворадикального неофашистського руху «Російська національна єдність».
На виборах 2006 року обраний депутатом Куйбишевської районної ради Донецька та очолив фракцію блоку Наталії Вітренко «Народна опозиція». 2006 року очолював громадську організацію «Європейський вибір»; брав участі в акціях протесту проти НАТО у Феодосії 2006 року; за його участі Куйбишевський район Донецька був проголошений «територією без НАТО». 2007 року склав депутатський мандат, зіткнувшись з «фактами чиновницького свавілля».

### Російсько-українська війна
Став відомим загалу завдяки своїй участі у проросійських акціях у південних і східних регіонах України. 28 лютого 2014 року він виступив на сесії Донецької міської ради з ультиматумом до донецьких депутатів визнати нелегітимними Верховну Раду України, Кабінет Міністрів Арсенія Яценюка, Донецьку ОДА та її голову Андрія Шишацького.
1 березня на проросійському мітингу на площі Леніна у Донецьку оголошений «народним губернатором» Донецької області.
3 березня проросійські сили захопили будівлю ОДА, а сам Губарєв виступив на засіданні обласної ради з вимогою затвердити його особу на посаді голови Донецької ОДА та провести референдум про відокремлення регіону від України.
4 березня Микола Голомша повідомив, що СБУ почало розслідування щодо Губарєва за ч.1 ст.110 Кримінального кодексу (Посягання на територіальну цілісність і недоторканність України).
5 березня російське видання «Лента.ру» опублікувало інтерв'ю з Губарєвим, в якому він пообіцяв організувати в Донецьку «Кримський сценарій», і виступив за приєднання Донецької області до Росії.

#### Затримання СБУ
У ніч на 6 березня 2014 року затриманий спецпідрозділом СБУ «Альфа» у власній квартирі у Донецьку. До того повідомлялося, що Губарєва було затримано разом з понад 70 особами, які перебували у захопленій 5 березня Донецькій ОДА, однак, це повідомлення спростував сам Губарєв на своїй сторінці у Facebook. Шевченківський районний суд Києва 7 березня обрав для Павла Губарєва міру запобіжного заходу у вигляді тримання під вартою.
Стосовно Губарєва СБУ відкрило кримінальне провадження за частиною 1 статті 109 (дії, спрямовані на насильницьку зміну чи повалення конституційного ладу або на захоплення державної влади), частиною 2 статті 110 (посягання на територіальну цілісність і недоторканність України) та статтею 341 (захоплення державних або громадських будівель чи споруд) Кримінального кодексу України.
25 квітня 2014 року оголосив голодування на знак солідарності з «тими, хто відстоює громадянську позицію південного сходу», крім того, його адвокат повідомив про погіршення стану здоров'я свого підзахисного. Представник ОБСЄ, який наступного дня мав зустріч з затриманим, підтвердив погіршення стану здоров'я Губарєва внаслідок голодування.
5 травня Шевченківський районний суд Києва подовжив термін перебування під вартою Губарєва до 28 червня.

#### Обмін
7 травня Павло Губарєв звільнений з-під арешту разом з двома іншими затриманими колабораціоністами, яких обміняли на трьох полонених співробітників СБУ. За повідомленням російських ЗМІ, окрім Губарєва було передано російській стороні Ігоря Перепечаєнка (заступника коменданта окупованого Слов'янська В'ячеслава Пономарьова) і Сергія Злобіна, проросійського активіста з Херсонської області.
До 12 травня 2014 року був головою Народного ополчення Донбасу, до початку серпня 2014 року «народним губернатором» Донеччини.[джерело?] З початку серпня 2014 року був проголошений «начальником штабу ополчення» та «комендантом» міста Антрацит. Був начальником мобілізаційного управління міністерства оборони ДНР.
12 жовтня «Центральна виборча комісія» ДНР відмовила у реєстрації для участі у виборах, які сепаратисти планують провести 2 листопада 2014 року, партії «Новоросія», лідером якої був Павло Губарєв.
У ніч з 12 на 13 жовтня 2014 року на трасі Ростов-на-Дону — Донецьк автомобіль, в якому перебував Павло Губарєв, обстріляли невідомі. У результаті замаху Губарєва у важкому стані госпіталізували в одну з лікарень Ростова-на-Дону.
Наприкінці 2015 року видав книгу під назвою «Факел Новороссии», в якій описують події 2014 року на Донбасі та модель подальшого розвитку так званої Новоросії в площині ідей Російського світу
З 28 січня 2016 року лідер ДНР Олександр Захарченко призначив Губарєва «виконувачем обов'язків голови адміністрації Ясинуватої».

### Російське вторгнення в Україну в 2022
З початком вторгнення у 2022 році воює на боці РФ як навідник зенітної гармати. Губарєв порівнював Володимира Зеленського із Гітлером та звинувачував керівництво України в сатанізмі.

Если вы не хотите, чтобы мы вас переубеждали — мы вас убьём. Убьём сколько нужно: миллион, 5 миллионов, хоть всех истребим. Пока вы не поймёте, что вы бесноватые.
— 2022
В 2023 став членом Клуб розсерджених патріотів — організації Ігоря Стрєлкова, що виступає на підтримку вторгнення Росії в Україну і критикує російську владу за невміле ведення бойових дій. 21 липня 2023 Губарєва було затримано під час мітингу біля будівлі суду, де прихильники Стрєлкова вимагали звільнити його з під арешту. Після того, як Стрєлков оголосив про намір балотуватися в президенти, Губарєв публічно заявив про несхвалення цього кроку.

## Кримінальне переслідування
- 7 березня 2014 року щодо затриманого СБУ Губарєва було розпочато кримінальне провадження за статтями Кримінального кодексу ст. 109 ч.1 (дії, спрямовані на насильницьку зміну чи повалення конституційного ладу або на захоплення державної влади), ст 110 ч.2 (посягання на територіальну цілісність і недоторканність України) і ст. 341 (захоплення державних або громадських будівель чи споруд).[42]

- 24 січня 2017 року Служба безпеки України розпочала спеціальне (заочне) розслідування відносно Павла Губарева, підозрюваного за ч. 1 ст. 109 (публічні заклики до зміни і повалення конституційного ладу і захоплення державної влади), ч. 2 ст. 110 (умисні дії з метою зміни меж території та державного кордону України), ч. 1 ст. 258-3 (створення і управління терористичною організацією) і ч. 1 ст. 294 (організація масових заворушень) Кримінального кодексу України[43].

## Родина
Дружина Катерина, двоє синів і донька. Після арешту Губарєва, дружину Катерину 10 квітня 2014 було оголошено «головою комітету з зовнішньополітичних зв'язків» ДНР.
У дитинстві займався боксом, має розряд кандидата у майстри спорту.

## Погляди
Є прихильником Путіна та режимів Лукашенка в Білорусі, Венесуели та царської Росії, виступає за приєднання України до Митного союзу. З початку Євромайдану був його опонентом, симпатизував бійцям спецпідрозділу «Беркут».